# Заболотье (Зебляковское сельское поселение, деревня)
Не стоит путать с селом Заболотье того же сельского поселения, административным центром упразднённого Заболотского сельского поселения.
Заболотье — деревня в составе Зебляковского сельского поселения Шарьинского района Костромской области России.
До 1 марта 2021 года относилась к упразднённому Заболотскому сельскому поселению.

## История
Согласно Спискам населенных мест Российской империи в 1872 году деревня относилась к 2 стану Ветлужского уезда Костромской губернии. В ней числилось 18 дворов, проживало 91 мужчина и 102 женщины.
Согласно переписи населения 1897 года в деревне проживало 275 человек (112 мужчин и 163 женщины).
Согласно Списку населенных мест Костромской губернии в 1907 году деревня относилась к Гагаринской волости Ветлужского уезда Костромской губернии. По сведениям волостного правления за 1907 год в деревне числилось 53 крестьянских двора и 352 жителя. Основным занятием жителей деревни был лесной промысел.

## Население
| 2008 | 2010 | 2014 |
| ---- | ---- | ---- |
| 7    | ↘0   | ↗3   |